# Prášilské jezero
Prášilské jezero är en sjö i Tjeckien. Den ligger i den sydvästra delen av landet, 130 km sydväst om huvudstaden Prag. Prášilské jezero ligger 1 124 meter över havet.  I omgivningarna runt Prášilské jezero växer i huvudsak barrskog.